# Josef Paneth

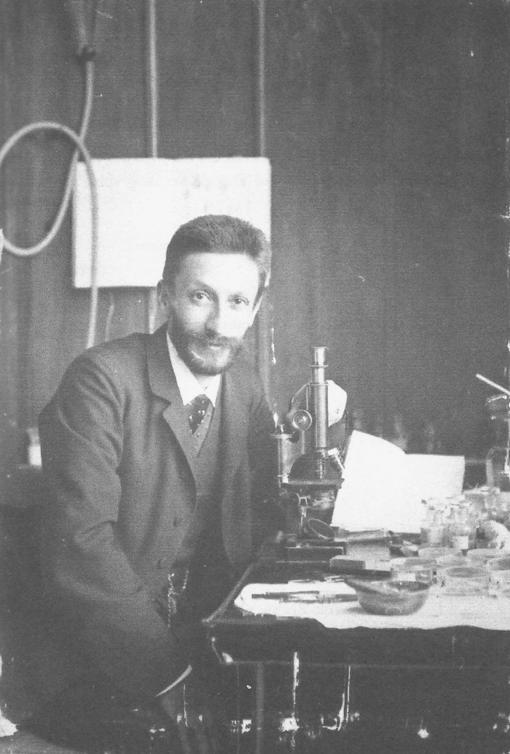
Josef Paneth um 1885

Josef Paneth (* 6. Oktober 1857 in Wien; † 4. Jänner 1890 ebenda) war ein österreichischer Physiologe und Erstbeschreiber der nach ihm benannten Paneth-Zellen des Dünndarms.

## Leben
Nach seinem Medizinstudium an der Universität Wien und Heidelberg wurde Josef Paneth 1879 in Wien promoviert und arbeitete anschließend zunächst als chirurgischer Assistent bei Theodor Billroth in Wien. Danach war er am Breslauer Physiologischen Institut tätig und in Ville franche, wo er an der Zoologischen Station auf dem Gebiet der Histologie forschte. In Ernst Brückes Physiologischem Institut in Wien, wo er sich 1886 für Physiologie habilitierte, wurde er danach Mitarbeiter und dann der Nachfolger Sigmund Freuds. In Freuds Non vixit-Traum wird Paneth als „Freund und Gegner P.“ erwähnt. Paneth stand zudem in Kontakt mit Friedrich Nietzsche. Seine philosophischen Arbeiten zu erkenntnistheoretischen Problemen wurden nicht publiziert.
Der Chemiker Friedrich Adolf Paneth ist ein Sohn.